# Under Ninja
Under Ninja (jap.: アンダーニンジャ Andā Ninja) ist ein Manga von Kengo Hanazawa, der seit 2018 erscheint. Die Mischung aus Comedy, Action und Thriller erzählt von einem Jugendlichen, der als Ninja für eine geheime Organisation im modernen Japan tätig ist, die im Konflikt mit anderen, ähnlichen Geheimorganisationen steht. Die Serie erschien in mehreren Übersetzungen, darunter auch auf Deutsch, und wurde 2023 als Anime umgesetzt. 

## Inhalt
Kuro Kumogakura ist einer der letzten Nachkommen eines alten Ninja-Clans. Doch da die Clans nach dem Zweiten Weltkrieg durch das US-Militär offiziell aufgelöst wurden, leben die verbliebenen Gruppen versteckt im Untergrund. Andere wurden in eine Agentur integriert, die im Regierungsauftrag Terrorismus und andere Bedrohungen für die Sicherheit bekämpft. Doch Kuro, der für die Ninja-Organisation arbeitet, hat keine Aufträge, ging nie richtig zur Schule und lebt heruntergekommen. Dann taucht Vizekommandeur Kato auf und bringt Verkleidung und Hinweise für einen Auftrag. Kuro soll sich wohl in eine Oberschule einschleusen. Die erste Herausforderung für den Schul-unerfahrenen ist die Aufnahmeprüfung. Die beiden anderen Bewohner des Hauses, einen naiven Angestellten und eine trunksüchtige junge Frau, weiß Kuro stets für sich einzuspannen. Sein eigentlicher Auftrag wird bald klar: Er soll gegen die Vertreter der konkurrierenden Organisation kämpfen, die an der Schule aktiv sind. Einige Zeit zuvor war bereits ein Russe  nach Japan gekommen, um auch Ninja zu werden, der die Organisationen aufgerüttelt hat. Mehrere wurden ausgesandt und wollten ihn töten, unter ihnen auch Kuro. Schließlich wird er gefasst und – anders als von ihm selbst erwartet – nicht hingerichtet, sondern eingeweiht. Es kommt zu weiteren Kämpfen, denn neben den Regierungsorganisationen und der Ninja-Agentur hat sich eine weitere Organisation ausgebreitet: Under Ninja hat die Welt der Ninja unterwandert und will die alten Strukturen beseitigen. Tatsächlich erweisen sich diese als inzwischen störanfällig und die Verantwortlichen sind in die Jahre gekommen. Kuro gerät mitten in diesen Kampf hinein, den er mit seinem Talent und der erhaltenen Kampfausrüstung bestreiten muss.

## Veröffentlichungen
Der Manga wird seit Juli 2018 im Young Magazine von Kodansha veröffentlicht. Der Verlag brachte die Kapitel auch gesammelt in bisher 15 Bänden heraus (Stand: Mai 2025). Band 1 verkaufte sich in der ersten Woche nach Veröffentlichung über 15.000 Mal.
Eine deutsche Übersetzung der Serie erscheint seit Februar 2023 bei Carlsen Manga in bisher elf Bänden (Stand: April 2025). Die Übersetzerin ist Nadja Gravert-Stutterheim. Eine englische Fassung erscheint bei Denpa, eine italienische bei J-Pop.

## Animeserie
Im September 2021 wurde im Young Magazine eine Adaption der Geschichte als Anime-Fernsehserie angekündigt. Die Serie entstand beim Studio Tezuka Production unter der Regie von Satoshi Kuwabara. Hauptautor war Keiichirō Ōchi und das Charakterdesign adaptierte Nobuteru Yuki. Die künstlerische Leitung lag bei Masami Saito. Für die 3D-Animationen war Hideyuki Sakai verantwortlich, für die Kameraführung Tsuyoshi Shimura und die Tonarbeiten leitete Satoshi Motoyama.
Die zwölf Folgen mit je 23 Minuten Laufzeit wurden vom 5. Oktober bis 22. Dezember 2023 von den Sendern BS11 und TBS gezeigt. Parallel dazu erfolgte eine Veröffentlichung auf der Plattform Crunchyroll, unter anderem mit deutschen und englischen Untertiteln.

### Synchronsprecher
| Rolle           | Japanische Stimme |
| --------------- | ----------------- |
| Kurō Kumogakure | Taito Ban         |
| Katō            | Tarusuke Shingaki |
| Shion Hachiya   | Daiki Yamashita   |
| Suzuki          | Atsumi Tanezaki   |
| Miracle Hibi    | Tasuku Hatanaka   |

### Musik
Die Musik der Serie komponierte Shōta Kowashi und wurde gespielte von MK, Ryu*, Sadahiro Nakano und Yūsuke Seo. Das Vorspannlied ist Hyper von Kroi und für den Abspann verwendete man das Lied Himitsu von Kotori.